# Corto Maltese, la cour secrète des arcanes
Corto Maltese, la cour secrète des arcanes és una pel·lícula d'animació francesa estrenada el 2002 dirigida per Pascal Morelli. Adapta l'àlbum Corto Maltese en Sibérie d’Hugo Pratt.

## Argument
L'any 1919, a causa de la Primera Guerra Mundial, Àsia es va veure submergida en el caos. Fabulosos trens blindats travessen Rússia, Sibèria i Manxúria. Entre ells, el de l'almirall Koltxak transporta l'or del govern contrarevolucionari i atreu tota la cobdícia. En aquesta despietada recerca del tresor en la qual haurà de participar, Corto Maltese ajuda els Llanternes Vermelles, que li van salvar la vida. Acompanyats per Rasputin, el seu amic-enemic de tota la vida, es trobaran amb societats secretes xineses, una duquessa russa tan encantadora com perversa, un avatar de Genghis-Khan, un aviador estatunidenc i diversos generals dividits entre la nostàlgia per la seva grandesa passada i la preocupació de el seu futur.

## Repartiment
- Richard Berry : Corto Maltese
- Patrick Bouchitey : Rasputin
- Barbara Schulz : Changaï Li
- Marie Trintignant : La Duquessa Marina Seminova
- Frédéric van den Driessche :
- Marc Chapiteau : Semenov
- Maxime Leroux : Nino
- Hervé Bellon : Tchang
- Philippe Cotten : Tippit
- Emmanuel Curtil : Barrow
- Patrice Dozier : Longue Vie
- Jean-Michel Dupuis : Von Ungern
- Paule Emanuele : Mme Hu
- Sébastien Fromanger : Una Orella

## Honors
- presentat al Festival Internacional de Cinema de Locarno l’agost de 2002.[3]